# Cerithiopsis emersonii
Cerithiopsis emersonii är en snäckart som först beskrevs av C. B. Adams 1839.  Cerithiopsis emersonii ingår i släktet Cerithiopsis och familjen Cerithiopsidae. Inga underarter finns listade i Catalogue of Life.